# Dysstroma nigroalbata
Dysstroma nigroalbata là một loài bướm đêm trong họ Geometridae.